# Beacon Hill (Tren Ligero de Seattle)
Beacon Hill es una estación de la línea Central Link del Tren Ligero de Seattle. La estación es administrada por Sound Transit. La estación se encuentra localizada en 2702 Beacon Avenue South en Seattle, Washington. La estación de Beacon Hill fue inaugurada el 18 de julio de 2009.

## Descripción
La estación Beacon Hill cuenta con 1 plataforma central.
|                        | Nivel de calle                                    | Entrada/Salida, edificio de la estación, King County Metro |
| Nivel de la plataforma | Norte                                             | ← Central Link hacia Westlake (SODO)                       |
| Nivel de la plataforma | plataforma central, puertas abren en la izquierda |                                                            |
| Nivel de la plataforma | Sur                                               | → Central Link hacia SeaTac/Aeropuerto (Mount Baker) →     |

## Conexiones
La estación es abastecida por las siguientes conexiones: 
- Sound Transit Express, King County Metro y Greyhound Lines.